# Super FX
Super FX — чип сопроцессора, использовавшийся в некоторых картриджах игровой приставки Super Nintendo Entertainment System (SNES). Этот RISC-процессор использовался в качестве графического процессора, который отрисовывал полигоны в кадровый буфер RAM. Данные из этого буфера периодически передавались в главную видеопамять консоли с помощью прямого доступа к памяти, а затем появлялись на экране телевизора.

## История создания
Изначально чип Super FX назывался «MARIO Chip 1» («Математический чип с чередованием для ввода-вывода от компании Argonaut», англ. Mathematical, Argonaut, Rotation & I/O). Он был разработан Argonaut Games, которая также совместно с Nintendo создала трёхмерную компьютерную графику для игры Star Fox в жанре scrolling shooter для демонстрации того, что новый чип SNES способен выполнять рендеринг большего количества полигонов. Чип создали Бэн Чиз (ранее Sinclair и Flare Technology), а также Роб Маколэй и Джеймс Хэйквилл. Получаемое графическое изображение считалось революционным для того времени. Хотя в Star Fox можно было выполнять рендеринг полигонов, их количество исчислялось сотнями, тогда как в современных играх количество полигонов доходит до нескольких миллионов. В Star Fox использовались масштабируемые побитовые изображения для лазеров, астероидов и других препятствий, но другие объекты, такие, как корабли, были отрисованы с помощью полигонов.
Кроме рендеринга полигонов, чип также использовался для поддержки SNES в отрисовке сложных двухмерных эффектов. В Super Mario World 2: Yoshi's Island Super FX использовался для сложных графических эффектов, таких, как масштабирование и растяжение спрайтов, работы с большими спрайтами, которые позволяли изображать боссов, занимающих весь экран. Кроме того, чип работал с несколькими параллаксами ближнего и дальнего слоёв для создания иллюзии глубины картинки. Хотя Super FX больше известен как графический чип, он также использовался для поддержки сопроцессора при обработке логики игры. В Yoshi’s Island вся работа со спрайтами выполняется Super FX, а кроме этого, он отвечает за декомпрессию графики. Игровые картриджи со встроенным чипом Super FX имели дополнительные контакты в нижней части, которые подключались к резервным слотам порта приставки, обычно не используемым.
Стоимость и длительность производства Super FX была выше по сравнению с другими чипами, и потому было выпущено не так много использующих его игр. Кроме того цена этих игр была выше.
Джез Сан, основатель Argonaut Games, в одном из интервью рассказал, что изначально компания планировала выпустить чип Super FX для Nintendo Entertainment System. В 1990 году команда разработчиков завершила работу над космическим симулятором Starglider для NES и продемонстрировала его Nintendo. Представители Nintendo были впечатлены результатом, но предложили выпустить игру для SNES (которая тогда ещё не появилась в продаже), так как аппаратное обеспечение NES было устаревшим по сравнению с такими платформами, как Sega Mega Drive. Процесс портирования самой игры, по словам Сана, занял около недели.

## Список игр, использующих чип Super FX

### Игры, выпущенные с чипом Super FX
- Dirt Racer[6] (PAL)
- Dirt Trax FX[7]
- Star Fox (Северная Америка, Япония) / Starwing (PAL)
- Stunt Race FX[8] (Северная Америка/PAL) / Wild Trax (Япония)
- Vortex[9]

### Список игр, использующих чип Super FX 2
- Doom[10]
- Super Mario World 2: Yoshi's Island
- Winter Gold / FX Skiing[11]

### Отменённые и неизданные игры
- Comanche[12]
- Powerslide FX[13]
- FX Fighter[14] (была выпущена на PC)
- Star Fox 2[15] (некоторые элементы использованы в Super Mario 64, Star Fox 64 и Star Fox Command)
- Super Mario FX[16] (вместо неё выпущена Super Mario 64 для Nintendo 64)